# Табір українських військовополонених в Бересті 1919-1921
Табір українських військовополонених в Бересті 1919—1921 (Бугшопи, Буґшопи, Буґ Шопа, Буг-Шопа, Шопи-Буг, Бугошоп, Bug-schuppe, Bugschuppen, Bugshopi, Bugszopy, Буг-шуппе) —
польський табір військовополонених Української Галицької Армії в Бересті (тепер місто Брест, Білорусь), також відомий як «Буґшопи» у 1919—1921 роках.
У липні 1919 року в таборі перебувало понад 5 тис. українських інтернованих і військовополонених. За час від 27 липня до 4 вересня 1919 року від голоду, тифу і побоїв загинуло 724 полонених українців.
Згідно з Михайлом Грушевським з 2 по 23 жовтня 1919 року представники Міжнародного Червоного Хреста здійснили інспекцію найбільших таборів для військовополонених у Польщі. За їхнім звітом, у Бересті перебувало 3036 українських полонених та інтернованих.
Михайло Грушевський так цитує статтю «Табори полонених» у польській газеті «Robotnik» (№ 339.,16 жовтня 1919 р.).
«Життя в таборах Модліну та Берестя шокує. Табір для полонених у Бересті-Литовському — це ганьба для Польщі. Умови життя в Бугшопах та фортеці Берга можуть довести до розпачу найбезсердечнішого спостерігача. У Бугшопах українських полонених поселяють у стайнях і бараках, побудованих німцями. У деяких із них долівки не дерев'яні, а зі звичайних кам'яних плит. Про солому годі й говорити, долівку полонені вистеляють будяками. Вікон немає, а самі амбразури розтрощені.»
Саме в цьому таборі загинув Йосип Пріцак — батько українсько-американський історика, сходознавця та філолога Омеляна Пріцака.

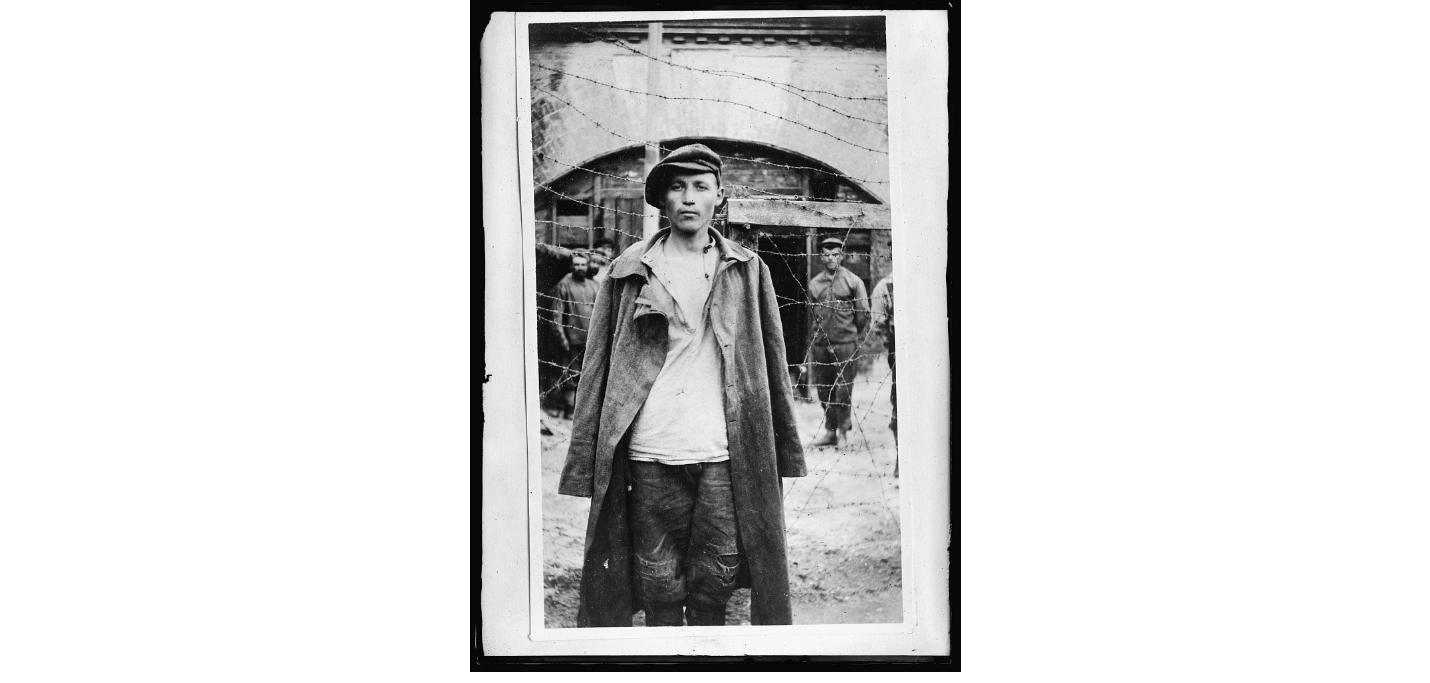
Полонений вояк Української Галицької Армії в таборі Буґшопи у  Бересті. 1919 рік.
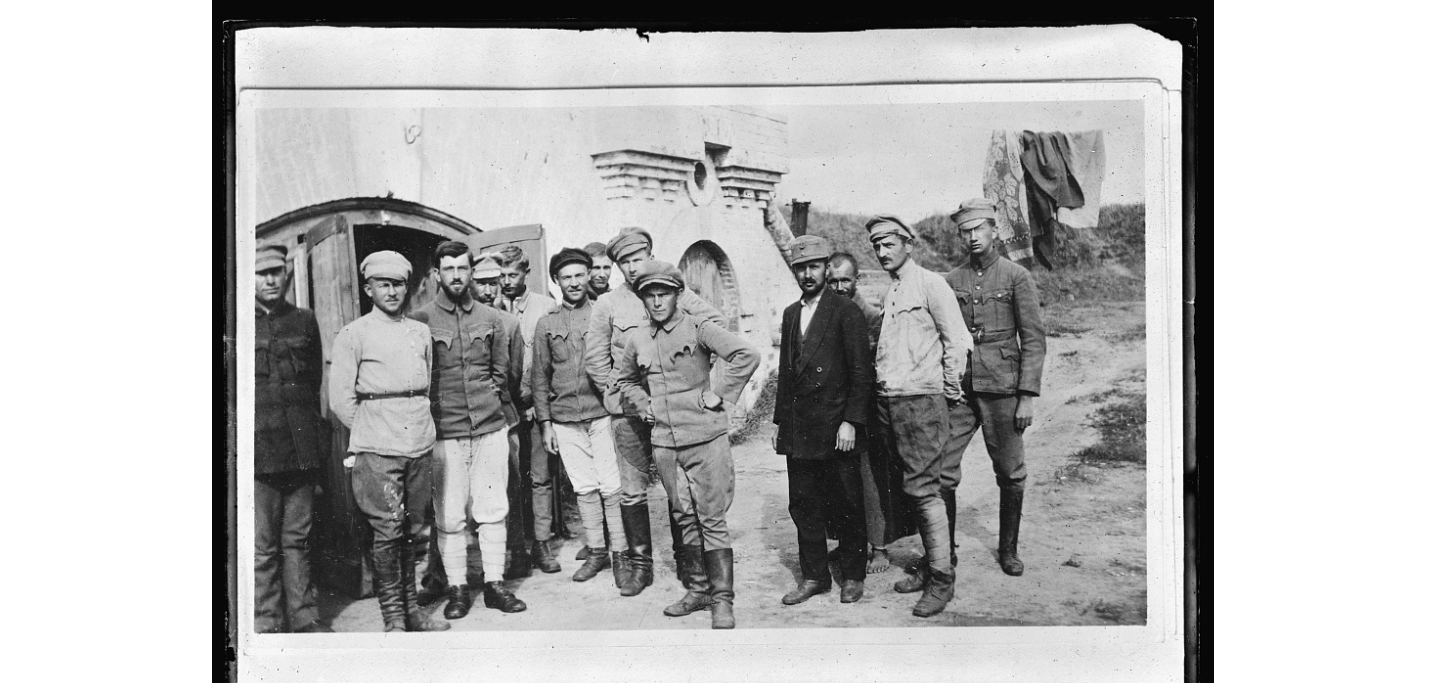
Полонені вояки і старшини Української Галицької Армії в таборі Буґшопи у  Бересті. 1919 рік.
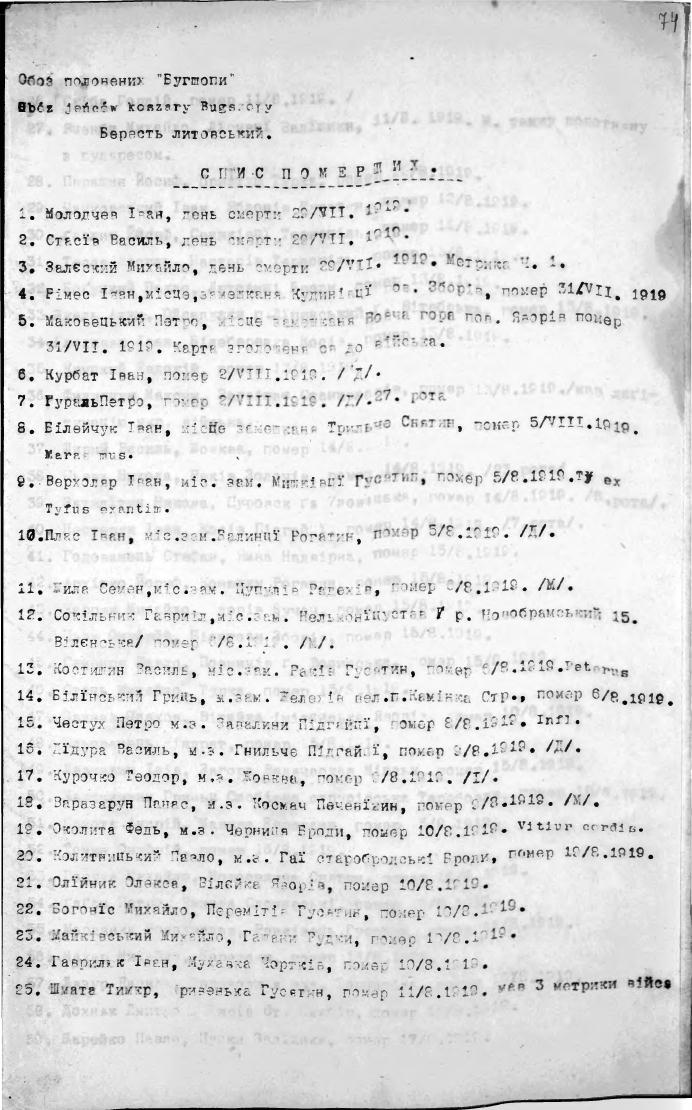
Список вояків Української Галицької Армії які загинули у польському таборі полонених в Бересті. 1919 рік.